# Isophellia algoaensis
Isophellia algoaensis är en havsanemonart som beskrevs av Oscar Henrik Carlgren 1928. Isophellia algoaensis ingår i släktet Isophellia och familjen Isophelliidae. Inga underarter finns listade i Catalogue of Life.